# CEI 61000
La norme CEI 61000 intitulée Compatibilité électromagnétique (CEM) est l'une des publications volumineuses de la CEI.
Certaines parties en ont été rendues obligatoires dans l'Union européenne par la directive 89/336/CEE, révisée 2004/108/CE, sous l'appellation EN 61000, puis, selon la règle, retranscrite dans les droits nationaux sous des appellations telles que BS EN 61000 au Royaume-Uni, NF EN 61000 en France, etc.
L'application de ces directives est obligatoire pour bénéficier du marquage CE et ainsi avoir le droit de commercialiser les produits concernés dans l'Union européenne.

## Table des matières de la CEI 61000
Notes:
- [TR] = rapport technique
- [TS] = spécification technique
- Les titres officiels sont notés en italique. La version française a été choisie chaque fois qu'elle existait, sinon c'est la version anglaise qui est citée, avec une traduction «libre» en dessous.

### Partie 1: Généralités
- 1-1 Application et interprétation de définitions et termes fondamentaux
- 1-2 Méthodologie pour la réalisation de la sécurité fonctionnelle des matériels électriques et électroniques du point de vue des phénomènes électromagnétiques [TS]
- 1-3 Effets des impulsions électromagnétiques à haute altitude (IEM-HA) sur les matériels et systèmes civils
- 1-4 Historical rationale for the limitation of power-frequency conducted harmonic current emissions from equipment, in the frequency range up to 2 kHz

(Raisons historiques pour la limitation des harmoniques conduits à fréquence industrielle émis par les équipements, jusqu'à 2 kHz)
- 1-5 High power electromagnetic (HPEM) effects on civil systems

(Effets électromagnétiques haute puissance sur les systèmes civils)
- 1-6 Guide to the assessment of measurement uncertainty

(Guide pour l’évaluation des incertitudes de mesure)
- 1-7 Power factor in single-phase systems under non-sinusoidal conditions

(Facteur de puissance dans les systèmes monophasés en régime non sinusoïdal)
- 1-8 Phase angles of harmonic current emissions and voltages in the public supply networks - Future expectations

(Angles des harmoniques de courant et de tension émis sur les réseaux basse tension - prévisions futures )

### Partie 2: Environnement
- 2-1 Description de l'environnement – Environnement électromagnétique pour les perturbations conduites basse fréquence et la transmission de signaux sur les réseaux publics d'alimentation [TR]
- 2-2 Niveaux de compatibilité pour les perturbations conduites à basse fréquence et la transmission des signaux sur les réseaux publics d’alimentation basse tension
- 2-3 Description de l'environnement – Phénomènes rayonnés et conduits à des fréquences autres que celle du réseau [TR]
- 2-4 Niveaux de compatibilité dans les installations industrielles pour les perturbations conduites à basse fréquence
- 2-5 Classification des environnements électromagnétiques – Publication fondamentale en CEM
- 2-6 Évaluation des niveaux d'émission dans l'alimentation des centrales industrielles tenant compte des perturbations conduites à basse fréquence
- 2-7 Champs magnétiques basse fréquence en environnements divers
- 2-8 Creux de tension et coupures brèves sur les réseaux d'électricité publics incluant des résultats de mesures statistiques
- 2-9 Description de l'environnement IEMN-HA – Perturbations rayonnées – Publication fondamentale en CEM
- 2-10 Description de l’environnement IEMN-HA – Perturbations conduites
- 2-11 Classification de l'environnement IEMN-HA
- 2-12 Niveaux de compatibilité pour les perturbations conduites à basse fréquence et la transmission des signaux sur les réseaux publics d'alimentation moyenne tension
- 2-13 High-power electromagnetic (HPEM) environments – Radiated and conducted

(Environnements électromagnétiques haute puissance - Rayonnés et conduits)

### Partie 3: Limites
- 3-2 Limites pour les émissions de courant harmonique (courant appelé par les appareils ≤16 A par phase) (plus deux amendements). Voir aussi CEI 60555-2.
- 3-3 Limitation des variations de tension, des fluctuations de tension et du papillotement dans les réseaux publics d'alimentation basse tension, pour les matériels ayant un courant assigné ≤16 A par phase et non soumis à un raccordement conditionnel (plus un amendement)
- 3-4  Limitation des émissions de courants harmoniques dans les réseaux basse tension pour les matériels ayant un courant assigné supérieur à 16 A [TS]
- 3-5 Limitation des fluctuations de tension et du flicker dans les réseaux basse tension pour les équipements ayant un courant appelé supérieur à 16 A [TS]
- 3-6 Évaluation des limites d’émission pour les charges déformantes raccordées aux réseaux MT et HT – Publication fondamentale en CEM [TR]
- 3-7 Évaluation des limites d’émission des charges fluctuantes sur les réseaux MT et HT – Publication fondamentale en CEM [TR]
- 3-8 Transmission de signaux dans les installations électriques à basse tension – Niveaux d’émission, bandes de fréquences et niveaux de perturbations électromagnétiques
- 3-11 Limitation des variations de tension, des fluctuations de tension et du papillotement dans les réseaux publics d’alimentation basse tension – Équipements ayant un courant appelé ≤75 A et soumis à un raccordement conditionnel
- 3-12 Limites pour les courants harmoniques produits par les appareils connectés aux réseaux publics basse tension ayant un courant appelé >16 A et ≤75 A par phase

### Partie 4: Techniques d'essai et de mesure
- 4-1 Vue d'ensemble de la série CEI 61000-4
- 4-2 Essai d'immunité aux décharges électrostatiques (plus deux amendements)
- 4-3 Essai d’immunité aux champs électromagnétiques rayonnés aux fréquences radioélectriques (plus un amendement)
- 4-4 Essais d'immunité aux transitoires électriques rapides en salves
- 4-5 Essai d’immunité aux ondes de choc (plus un amendement)
- 4-6 Immunité aux perturbations conduites, induites par les champs radioélectriques (plus un amendement)
- 4-7 Guide général relatif aux mesures d'harmoniques et d'interharmoniques, ainsi qu'à l'appareillage de mesure, applicable aux réseaux d'alimentation et aux appareils qui y sont raccordés
- 4-8 Essai d’immunité au champ magnétique à la fréquence du réseau (plus un amendement)
- 4-9 Essai d’immunité au champ magnétique impulsionnel (plus un amendement)
- 4-10 Essai d’immunité au champ magnétique oscillatoire amorti (plus un amendement)
- 4-11 Essais d’immunité aux creux de tension, coupures brèves et variations de tension
- 4-12 Essai d'immunité aux ondes oscillatoires (plus un amendement)
- 4-13 Essais d’immunité basse fréquence aux harmoniques et inter-harmoniques incluant les signaux transmis sur le réseau électrique alternatif
- 4-14 Essai d'immunité aux fluctuations de tension (plus un amendement)
- 4-15 Flickermètre – Spécifications fonctionnelles et de conception (plus un amendement)
- 4-16 Essai d’immunité aux perturbations conduites en mode commun dans la gamme de fréquences de 0 Hz à 150 kHz (plus un amendement)
- 4-17 Essai d’immunité à l’ondulation résiduelle sur entrée de puissance à courant continu (plus un amendement)
- 4-18 Essai d'immunité à l'onde oscillatoire amortie
- 4-20 Essais d'émission et d'immunité dans les guides d'onde TEM
- 4-21 Méthodes d'essai en chambre réverbérante
- 4-23 Méthodes d'essai pour les dispositifs de protection pour perturbations IEMN-HA et autres perturbations rayonnées
- 4-24 Méthodes d’essais pour les dispositifs de protection pour perturbations conduites IEMN-HA
- 4-25 Méthodes d’essai d’immunité à l’IEMN-HA des appareils et des systèmes
- 4-27 Essai d'immunité aux déséquilibres
- 4-28 Essai d’immunité à la variation de la fréquence d’alimentation
- 4-29 Essais d'immunité aux creux de tension, coupures brèves et variations de tension sur les accès d'alimentation en courant continu
- 4-30 Méthodes de mesure de la qualité de l'alimentation
- 4-32 Compendium des simulateurs d'impulsions électromagnétiques à haute altitude (IEMN-HA) (contenu en anglais seulement)
- 4-33 Measurement methods for high-power transient parameters

(méthodes de mesures des paramètres des transitoires de forte puissance)

### Partie 5: Guides d’installation et d’atténuation
- 5-1 Considérations générales [TR]
- 5-2 Mise à la terre et câblage [TR]
- 5-3 Concepts de protection IEMN-HA [TR]
- 5-4 Spécification des dispositifs de protection contre les perturbations rayonnées IEM-HA – Publication fondamentale en CEM [TS]
- 5-5 Spécification des dispositifs de protection pour perturbations conduites IEMN-HA – Publication fondamentale en CEM
- 5-6 Atténuation des influences électromagnétiques externes
- 5-7 Degrés de protection procurés par les enveloppes contre les perturbations électromagnétiques (Code EM) [TR]

### Partie 6: Normes génériques
- 6-1 Immunité pour les environnements résidentiels, commerciaux et de l'industrie légère
- 6-2 Immunité pour les environnements industriels
- 6-3 Norme sur l’émission pour les environnements résidentiels, commerciaux et de l'industrie légère
- 6-4 Norme sur l’émission pour les environnements industriels
- 6-5 Immunité pour les environnements de centrales électriques et de postes [TS]
- 6-6 Immunité contre l'IEMN-HA pour les appareils situés à l'intérieur des bâtiments